# Tiszadob
Tiszadob  ist eine ungarische  Großgemeinde im Kreis Tiszavasvári im Komitat Szabolcs-Szatmár-Bereg. Zur Großgemeinde gehört der südöstlich gelegene Ortsteil Rejetanya.

## Geografische Lage
Tiszadob liegt im nordöstlichen Teil Ungarns, 41 Kilometer nordwestlich des Komitatssitzes Nyíregyháza, 16 Kilometer nordwestlich der Kreisstadt Tiszavasvári, 30 Kilometer südöstlich der Stadt Miskolc, an einem toten Arm des Flusses Theiß. Nachbargemeinden sind Taktaharkány, Taktakenéz, Tiszadada, Tiszagyulaháza, Kesznyéten und Tiszaluc.

## Geschichte
Tiszadob und seine Umgebung waren schon vor der Landnahme bewohnt. Es wurde 1220 im Regestum von Várad und dann 1336 schriftlich erwähnt. Lange Zeit war es königlicher Besitz. 1430 belehnte König   Sigismund das Bistum Eger mit dem Ort. 1588 gehörte er schon zum Besitz der Familie Báthory. Einige Jahre vor 1600 kam der Ort in den Besitz von Franz II. Rákóczi und seiner Schwester. Nach der Niederschlagung seines Aufstandes  (1711) verlor die Familie den Besitz. 1746 kaufte ihn Franz Károlyi, der dann durch Einheirat an die Familie Andrássy überging. 1846 begann Graf István Széchenyi hier die Theiß-Begradigung. Im Jahr 1913 gab es in der damaligen Großgemeinde 522 Häuser und 3518 Einwohner auf einer Fläche von 13691 Katastraljochen. Sie gehörte zu dieser Zeit zum Bezirk Dada alsó im Komitat Szabolcs.

## Sehenswürdigkeiten

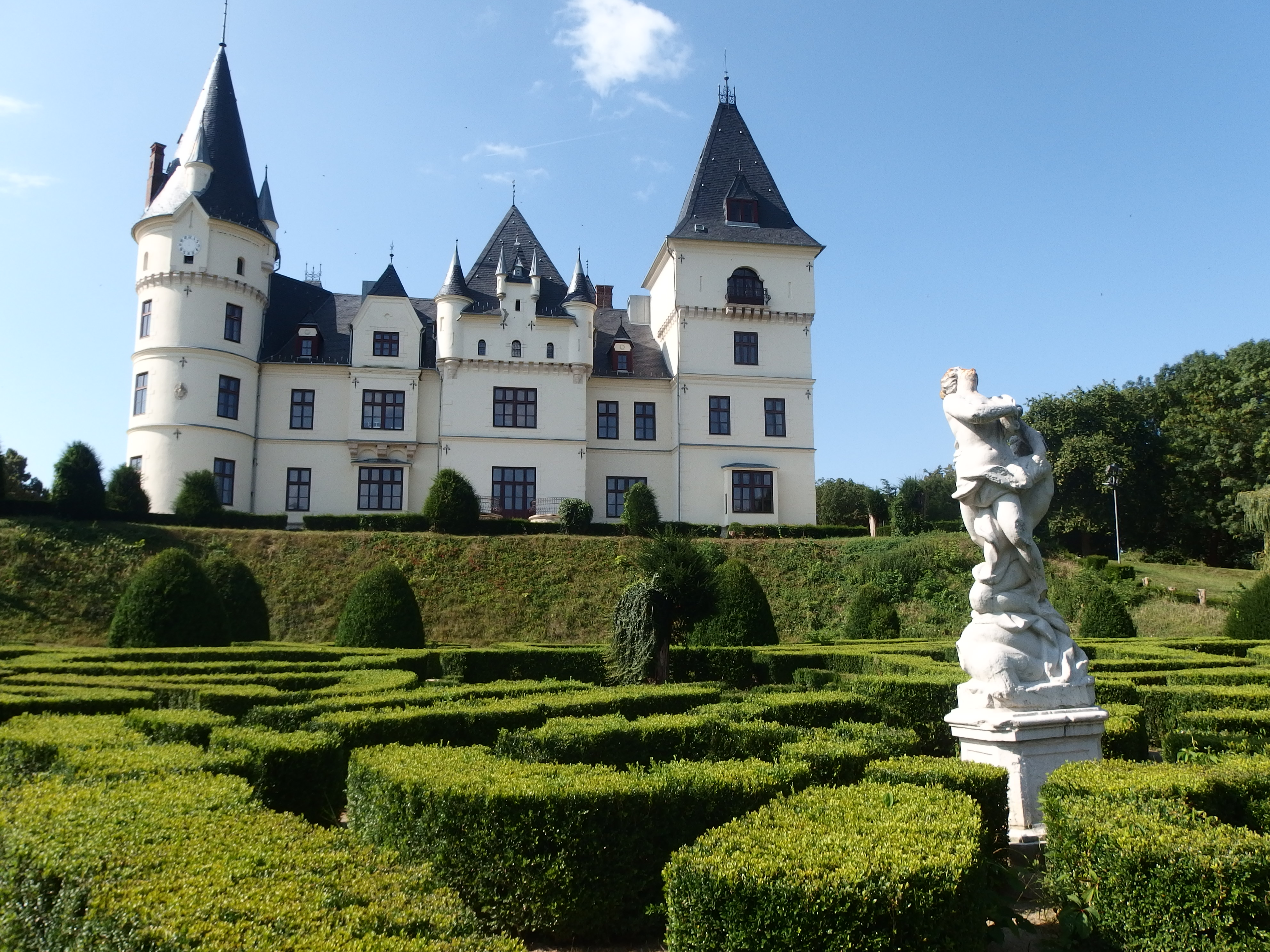
Schloss Andrássy

- Schloss Andrássy (Andrássy-kastély): Von 1880 bis 1885 ließ der ehemalige Ministerpräsident Gyula Andrássy d. Ä. das Schloss bauen. Es hat 365 Fenster, 52 Zimmer, 12 Türme und vier Eingänge. Die Zahlen erinnern an das Jahr.
- Englischer Park und Französischer Garten am Schloss, Irrgarten aus Buchsbaum
- Jagdschloss Ókenéz: Anfang 19. Jh., erbaut für Aladár Andrássy
- Tubus Turm: heutiges Heimatmuseum
- Reformierte Kirche mit mittelalterlichen Fundamenten im spätbarocken Stil mit Kassettendecke aus dem Jahre 1877
- Tiszadob-Pontonbrücke: Einspurige Straßenpontonbrücke über die Theiß (169 m lang, 2,7 m breit). Der Übergang funktioniert zwischen −150 und +480 cm Wasserstand. Es gibt keine Ampeln; das Fahrzeug, das zuerst auf die Brücke fährt, hat Vorrang. Die Durchfahrt von größeren Schiffen wird durch den Einbau eines 49 m langen Schiebeholms gewährleistet. 1942 erstmals  errichtet, 1949 nach Kriegszerstörung erneuert, 1986 renoviert. Im Winter wird sie durch eine Fähre ersetzt.[4]

## Verkehr
Es bestehen Busverbindungen über Tiszalök und Tiszavasvári nach Nyíregyháza sowie über Újtikos und Polgar nach Tiszaújváros.  Der nächstgelegene Bahnhof befindet sich östlich in Tiszalök.